# Nadia Ducreux
Nadia Damaris Ducreux Jiménez (nacida el 26 de enero de 1992) es una futbolista panameña que juega como portera en Panamá City FC de la Liga de Fútbol Femenino de Panamá.

## Trayectoria

### Inicios
A pesar de no contar con el permiso de la familia por un tema de salud, Nadia empezó a jugar al fútbol desde los cinco años con los niños en una escuela en el Distrito de Ocú, en la provincia de Herrera, Panamá. Al ingresar a la primaria con 8 años, decide jugar como centrocampista de creación y fue seleccionada de su localidad. Fue a partir de los 13 años cuando se inclinó por completo a la posición de portera por ciertas dolencias que presentó en las rodillas. Representó por tres años a Panamá en los Juegos Codicader.

### Embajadora de Veraguas
En el 2011 comenzó a jugar en la LFF.

### SD Atlético Nacional
En el 2012 pasó a formar parte de la SD Atlético Nacional.

### Brujas FC
En el 2015 pasó a formar parte de las Brujas FC.

### Costa del Este FC
En el 2018 fue anunciada como nueva jugadora del Costa del Este FC, disputó Liga de Fútbol Femenino (Panamá) 2018 y la Liga de Fútbol Femenino 2019 (Panamá).

### CSD Concepción
El 2 de septiembre de 2019 fue anunciada como nueva jugadora del CSD Concepción. Disputó el Torneo Apertura de 2019 de la Liga Nacional de Fútbol Femenino de Guatemala.

### Comunicaciones FC
El 30 de septiembre de 2020 fue anunciada como nueva jugadora del Comunicaciones FC. Disputó el Torneo Apertura 2020, el Clausura Héroes Nacionales 2021 y el Torneo Apertura 2021.

### Sporting SM
El 6 de marzo de 2022 fue anunciada como nueva jugadora del Sporting SM. Disputó Liga de Fútbol Femenino 2022 y de la Liga de Fútbol Femenino 2023 quedando subcampeona.

### Panamá City FC
El 1 de enero de 2024 fue anunciada como nueva jugadora del Panamá City FC.

## Selección nacional

### Categorías inferiores
Formó parte de la selección sub-20 de Panamá que disputó el Campeonato Femenino Sub-20 de la Concacaf de 2012.

### Selección absoluta
Formó parte de la selección absoluta de Panamá que disputó el Preolímpico Femenino de Concacaf de 2020.

## Clubes
| Club                    | País      | Año         |
| ----------------------- | --------- | ----------- |
| Embajadoras de Veraguas | Panamá    | 2006 - 2011 |
| SD Atlético Nacional    | Panamá    | 2012 - 2014 |
| Brujas FC               | Panamá    | 2015 - 2016 |
| Costa del Este FC       | Panamá    | 2018 - 2019 |
| CSD Concepción          | Guatemala | 2019 - 2020 |
| Comunicaciones FC       | Guatemala | 2020 - 2021 |
| Sporting SM             | Panamá    | 2022 - 2023 |
| Panamá City FC          | Panamá    | 2024 - Act. |